# Lonhyn Zehelskyj

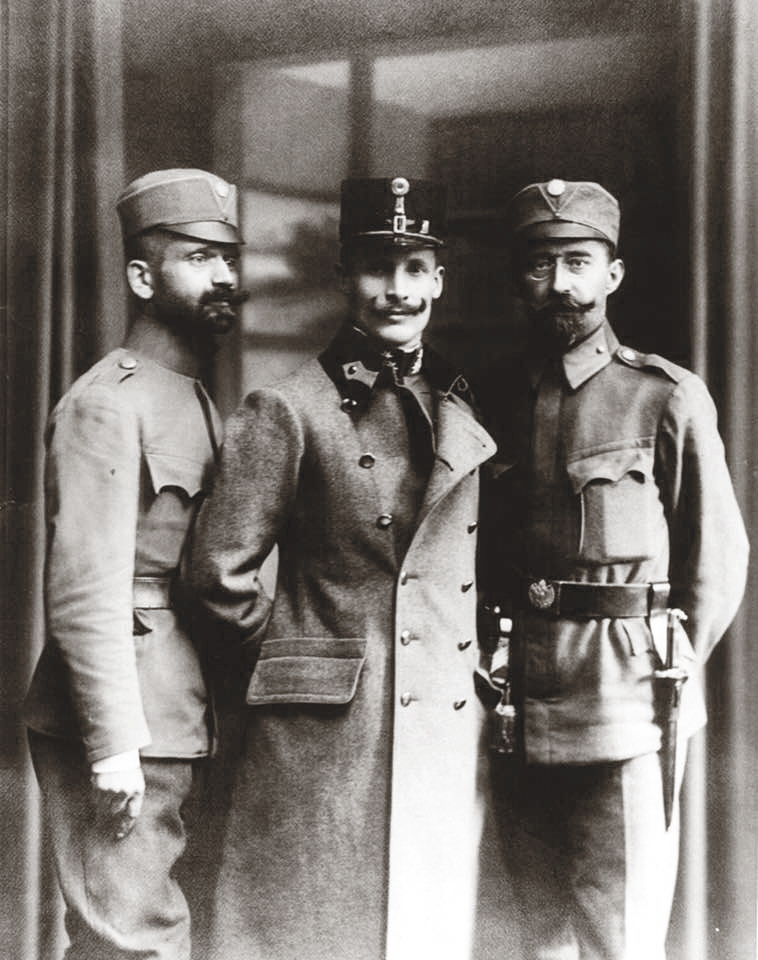
Von links nach rechts: Iwan Boberskyj, Mychajlo Woloschyn und Lonhyn Zehelskyj 1918

Lonhyn Mychajlowytsch Zehelskyj (ukrainisch Лонгин Михайлович Цегельський, russisch Лонги́н Михайлович Цеге́льский Longin Michailowitsch Zjegelski; * 29. August 1875 in Kamionka Strumiłowa, Königreich Galizien und Lodomerien, Österreich-Ungarn; † 13. Dezember 1950 in Philadelphia, Vereinigte Staaten) war ein ukrainischer Politiker, Rechtsanwalt, Journalist, Diplomat und Verleger.

## Leben
Lonhyn Zehelskyj kam in Kamionka Strumiłowa, dem heutigen Kamjanka-Buska in der ukrainischen Oblast Lwiw zur Welt. Er machte das Abitur am Ersten Staatlichen Akademischen Gymnasium in Lemberg und besuchte ab 1894 die Juristische Fakultät der Universität Lemberg. Von 1898 an war er im Außenministerium in Wien in der Rechts- und Verwaltungspraxis tätig und wurde anschließend an die Österreichisch-Ungarische Botschaft in Schweden entsandt. Nach seiner Rückkehr nach Lemberg verteidigte er seine Dissertation über internationales Recht.
Am 18. Oktober 1918 wurde er Mitglied des Ukrainischen Nationalrates der Westukrainischen Volksrepublik und am 9. November 1918 Innenminister in der neu gebildeten Regierung.
Ab dem 4. Januar 1919 leitete er noch bis zum 10. März 1919 das Sekretariat für Außenpolitik der Westukrainischen Volksrepublik. Nach dem Scheitern des neuen Staates wanderte er in die Vereinigten Staaten aus, wo er journalistisch tätig war. Er war Autor der Memoiren „Von der Legende zur Wahrheit“ und veröffentlichte 1937 eine Monographie mit dem Titel „Metropolit Andrej Scheptyzkyj“.